# Tiefenbach (Landshut járás)
Tiefenbach település Németországban, azon belül Bajorországban. Lakosainak száma 4069 fő (2023. december 31.). Tiefenbach Landshut, Kumhausen, Vilsheim és Eching községekkel határos.

## Népesség
A település népessége az elmúlt években az alábbi módon változott:
| Lakosok száma | 1412 | 1931 | 3635 | 3682 | 3717 | 3792 | 3829 | 3813 | 4044 | 4069 |
|               | 1970 | 1975 | 2011 | 2012 | 2014 | 2015 | 2017 | 2019 | 2022 | 2023 |